# جوبن
جوُبُن، روستایی از توابع بخش مرکزی شهرستان رودبار در استان گیلان ایران است.
این روستا و براساس سرشماری مرکز آمار ایران در سال ۱۳۸۵، جمعیت آن ۱٬۶۷۳ نفر (578888888888۹۰ خانوار) بوده‌است.
جوبن در لغت به معنای زیر جو است. جوبن دارای پنج دهستان به نام‌های مرزانکش، بابان محله، شیخ محله، سرامرز و جوکین است. زبان مردم آن تاتی است.